# Daniel Presto
Daniel Oca Presto (* 7. April 1963 in Mangaldan, Pangasinan, Philippinen) ist ein philippinischer Geistlicher und römisch-katholischer Bischof von San Fernando de La Union.

## Leben
Daniel Presto empfing am 1. Dezember 1990 das Sakrament der Priesterweihe.
Am 9. Mai 2018 ernannte ihn Papst Franziskus zum Bischof von San Fernando de La Union. Der Erzbischof von San Fernando, Florentino Galang Lavarias, spendete ihm am 30. Juli desselben Jahres die Bischofsweihe; Mitkonsekratoren waren der Apostolische Nuntius auf den Philippinen, Erzbischof Gabriele Caccia, und der Bischof von Iba, Bartolome Gaspar Santos. Die Amtseinführung erfolgte am 2. August 2018.